# ودل-ویلیماز ایکس‌پی-۳۴
ودل-ویلیماز ایکس‌پی-۳۴ (به انگلیسی: Wedell-Williams_XP-34) یک هواگرد ملخ‌پیشین تک‌موتوره از نوع هواپیمای جنگنده ساخت شرکت Wedell-Williams Air Service Corporation است.